# Чхеніші
Чхеніші (груз. ჩხენიში) — село в Грузії.
За даними перепису населення 2014 року в селі проживає 553 особи.